# Морроу, Вик
Ви́ктор Га́рри Мо́рроу или Вик Мо́рроу (англ. Victor Harry "Vic" Morrow; 14 февраля 1929, Бронкс — 23 июля 1982, Калифорния) — американский актёр, режиссёр и продюсер, сыгравший главную роль в телесериале 1960-х «Борьба!» («Combat!»), а также другие видные и эпизодические роли в кинофильмах и на телевидении. Погиб на съёмках фильма «Сумеречная зона».

## Биография
Виктор Морозофф, впоследствии англизировавший свою фамилию, родился в Бронксе (Нью-Йорк), в еврейской семье среднего достатка, сын Джоан (урождённой Кресс) и Гарри Морозофф, инженера-электрика. Когда ему было 17 лет, Морроу бросил школу и завербовался в ВМС США, где служил с 1946 по 1948 год. Он женился на актрисе Барбаре Тернер, от которой у него было две дочери: актриса Дженнифер Джейсон Ли и Кэрри Энн Морроу. Брак Морроу с Барбарой длился семь лет и закончился разводом в 1964 году. Он не вступал в новый брак до 1975 года. Спустя более десяти лет заключил новый брак с Гейл Лестер (в настоящее время Гейл Морроу Батлер). Они были женаты пять лет и развелись незадолго до гибели Морроу.
У Вика Морроу были плохие отношения с дочерью Дженнифер Джейсон Ли после развода с её матерью, они практически не общались, из-за чего Дженнифер, ещё будучи подростком, сменила фамилию, чтобы избежать публичных ассоциаций с фамилией отца.

## Карьера
Первая роль Морроу в кино была в кинофильме «Школьные джунгли» (1955), после которого стал регулярно сниматься на телевидении. Был приглашён Джоном Пэйном сыграть роль на канале NBC в вестерне «Беспокойное Оружие».
16 апреля 1959 года он появился в премьере NBC в криминальной драме «The Lawless Years» в серии «История Ника Джозефа» («The Nick Joseph Story»). Следующей работой, вышедшей в 1960—1961 годах на канале NBC, была роль Джо Кэннона в трех эпизодах сериала «Outlaws» (с Бартоном МакЛейном). 6 октября 1961 года он снялся в роли на канале ABC серии «Target: The Corruptors!» (со Стефеном МакНэйли и Робертом Харландом).
Наконец, ему была доверена главная роль в телесериале «Борьба!» о драматических событиях Второй мировой войны. Сериал транслировался с 1962 по 1967 год на телеканале ABC. Он также работал режиссёром на телевидении. При участии Леонарда Нимоя в 1966 году был создан фильм «Дежурство у постели умирающего» («Deathwatch»), англоязычная версия «Haute Surveillance (Genet)», адаптированная Морроу и Барбарой Тернер и срежиссированная Морроу с Нимоем в главной роли.
В 1973 году он появился в двух эпизодах австралийской антологии сериалов «Злое Прикосновение», один из которых сам поставил. Он незабываемо сыграл коварного местного шерифа в дорожной классике «Грязная Мэри, сумасшедший Ларри» режиссёра Джона Хью, а также погибшего шерифа в телефильме 1974 года «Калифорнийский ребёнок» («The California Kid») вместе с Мартином Шином. Сыграл главную роль в комедии 1976 года «Несносные медведи» («The Bad News Bears»). Также сыграл индейца Джо в телефильме 1973 года «Том Сойер». Музыкальная версия этого фильма была поставлена в нескольких театрах в том же году.
Морроу написал сценарий и снял по нему в 1971 году спагетти-вестерн, спродюсированный Дино Де Лаурентисом, под названием «Человек по имени Кувалда» с Джеймсом Гарнером в главной роли. Это был первый и единственный большой фильм Морроу в качестве режиссёра. Фильм был снят в Европе на пустынной натуре, которая очень напоминала юго-запад США.

## Смерть
Ранним утром 23 июля 1982 года Вик Морроу и двое детей-актёров, Mик Дин Ли (7 лет) и Рене Шин-Йи Чен (6 лет), погибли в результате несчастного случая на натурных съёмках фильма «Сумеречная зона» в округе Вентура, штат Калифорния, между Санта-Кларита и Пиру. Морроу играл роль Билла Коннора, расиста, который попал назад в прошлое и оказывался в различных ситуациях в качестве преследуемой жертвы: еврея во время Холокоста, чернокожего, которого вот-вот должны линчевать куклуксклановцы, и вьетнамца, за которым охотятся американские солдаты. Морроу, Ли и Чен снимались в сцене о Вьетнаме, в которой их герои по сценарию совершают попытку спастись от преследования вертолёта армии США в заброшенной вьетнамской деревне. Вертолёт висел в воздухе примерно в 25 футах (7,62 м) над ними, когда под воздействием пиротехнических взрывов он потерял управление и рухнул на землю, убив при этом всех трёх актёров. Вик Морроу был обезглавлен вместе с одним из детей-актёров.
Похоронен на кладбище «Hillside Memorial Park Cemetery» в Калвер-Сити, штат Калифорния.
Режиссёр Джон Лэндис и другие ответчики, в том числе продюсер Стивен Спилберг и пилот Дорси Уинго, предстали перед судом. В конечном итоге обвинения в угрозе жизни детей и непредумышленном убийстве были сняты. Родители Ли и Чен подали в суд. Дело было урегулировано во внесудебном порядке. Сумма сделки не разглашалась. Дети Вика Морроу также предъявили иск и согласились на денежную компенсацию, сумма которой осталась в тайне.
Сцены смерти актёра были использованы в нашумевшем документальном фильме «Следы смерти».

## Фильмография
| Год       | Название                                       | Название (англ.)                           | Роль                    | |
| --------- | ---------------------------------------------- | ------------------------------------------ | ----------------------- | -------------------------------------------------------------------------------------------------- |
| 1955      | Школьные джунгли                               | Blackboard Jungle                          | Artie West              | |
| 1956      | Миллионер (сериал)                             | The Millionaire (TV series)                | Joey Diamond            | TV, 1 episode                                                                                      |
| 1956      | Дань для плохого человека                      | Tribute to a Bad Man                       | Lars Peterson           | |
| 1956      | Клаймакс!                                      | Climax!                                    | Ted                     | TV, 1 episode                                                                                      |
| 1957      | Мужчины на войне                               | Men in War                                 | Corporal James Zwickley | |
| 1957      | Альфред Хичкок представляет (телесериал, 1955) | Alfred Hitchcock Presents                  | Benny Mungo             | TV, 1 episode                                                                                      |
| 1958      | Кинг Креол (c Элвисом Пресли)                  | King Creole                                | Shark                   | |
| 1958      | God’s Little Acre                              | God’s Little Acre                          | Shaw Walden             | |
| 1959      | Naked City                                     | Naked City (TV series)                     | David Greco             | TV, 1 episode                                                                                      |
| 1959      | The Rifleman                                   | The Rifleman                               | Brett Stocker           | TV, 1 episode, «The Letter of the Law»                                                             |
| 1960      | Bonanza                                        | Bonanza                                    | Lassiter                | TV, 1 episode, «The Avenger» (3/1960, episode 26)                                                  |
| 1960      | The Barbara Stanwyck Show                      | The Barbara Stanwyck Show                  | Leroy Benson            | TV, 1 episode                                                                                      |
| 1960      | Cimarron                                       | Cimarron (1960 film)                       | Wes Jennings            | |
| 1960      | The Brothers Brannagan                         | The Brothers Brannagan                     | Locke                   | TV, series premiere, «Tune in for Murder»                                                          |
| 1961      | Portrait of a Mobster                          | Portrait of a Mobster                      | Голландец Шульц         | |
| 1961      | The Law and Mr. Jones                          | The Law and Mr. Jones                      | Dr. Bigelow             | TV, 1 episode, «A Very Special Citizen»                                                            |
| 1962      | The New Breed                                  | The New Breed                              | Belman                  | TV, 1 episode                                                                                      |
| 1962-1967 | Combat!                                        | Combat!                                    | Sergeant Chip Saunders  | TV, 152 episodes                                                                                   |
| 1969      | Target: Harry                                  | Target: Harry                              | Harry Black             | Alternative titles: What’s In it For Harry?, How to Make It                                        |
| 1970      | The Immortal                                   | The Immortal (TV series)                   | Sheriff Dan W. Wheeler  | TV, 1 episode                                                                                      |
| 1970      | Dan August                                     | Dan August                                 | Steve Harrison          | TV, 1 episode                                                                                      |
| 1971      | Hawaii Five-O                                  | Hawaii Five-O                              | Edward Heron            | TV, 1 episode, «Two Doves and Mr. Heron»                                                           |
| 1971      | Mannix                                         | Mannix                                     | Eric Latimer            | TV, 1 episode                                                                                      |
| 1971      | Sarge                                          | Sarge                                      | Lt. Ross Edmonds        | TV, 1 episode                                                                                      |
| 1972      | McCloud                                        | McCloud (TV series)                        | Richard                 | TV, 1 episode                                                                                      |
| 1972      | Owen Marshall: Counselor at Law                | Owen Marshall: Counselor at Law            | Andy Capaso             | TV, 1 episode                                                                                      |
| 1972      | Mission: Impossible                            | Mission: Impossible                        | Joseph Collins          | TV, 1 episode                                                                                      |
| 1973-1974 | Police Story                                   | Police Story (TV series)                   | Sergeant Joe LaFrieda   | TV, 3 episodes                                                                                     |
| 1973-1974 | The Evil Touch                                 | The Evil Touch                             | Purvis Greene           | TV, 2 episodes                                                                                     |
| 1973-1974 | The Streets of San Francisco                   | The Streets of San Francisco               | Vic Tolliman            | TV, 1 episode                                                                                      |
| 1974      | Грязная Мэри, сумасшедший Ларри                | Dirty Mary, Crazy Larry                    | Капитан Эверет Франклин | |
| 1975      | The Night That Panicked America                | The Night That Panicked America            | Hank Muldoon            | Television movie                                                                                   |
| 1976      | Captains and the Kings                         | Captains and the Kings                     | Tom Hennessey           | Miniseries                                                                                         |
| 1976      | Несносные медведи                              | The Bad News Bears                         | Coach Roy Turner        | |
| 1977      | Roots                                          | Roots (TV miniseries)                      | Ames                    | Miniseries                                                                                         |
| 1978      | Wild and Wooly                                 | Wild and Wooly                             | Warden Willis           | Television movie                                                                                   |
| 1978      | Message From Space (Ucyuu karano messeiji)     | Message From Space (Ucyuu karano messeiji) | General Garuda          | Japanese(Toei) movie                                                                               |
| 1978-1980 | Ангелы Чарли (телесериал)                      | Charlie’s Angels                           | Lt. Harry Stearns       | TV, 2 episodes                                                                                     |
| 1979      | Greatest Heroes of the Bible                   | Greatest Heroes of the Bible               | Arioch                  | TV, 1 episode                                                                                      |
| 1979      | The Evictors                                   | The Evictors                               | Jake Rudd               | |
| 1980      | Humanoids from the Deep                        | Humanoids from the Deep                    | Hank Slattery           | Alternative titles: Humanoids of the Deep, Monster                                                 |
| 1980      | B.A.D. Cats                                    | B.A.D. Cats                                | Capt. Eugene Nathan     | TV, 9 episodes                                                                                     |
| 1981      | Частный детектив Магнум                        | Magnum, P.I.                               | Police Sergeant Jordan  | TV, 1 episode                                                                                      |
| 1982      | Остров фантазий                                | Fantasy Island                             | Douglas Picard          | TV, 1 episode                                                                                      |
| 1982      | 1990: Воины Бронкса                            | 1990: The Bronx Warriors                   | Хаммер                  | Предпоследний фильм                                                                                |
| 1983      | Сумеречная зона                                | Twilight Zone: The Movie                   | Билл Коннор             | Погиб на съёмочной площадке во время съёмок из-за аварии вертолёта. Сцена смерти удалена из фильма |